# Grande Timor

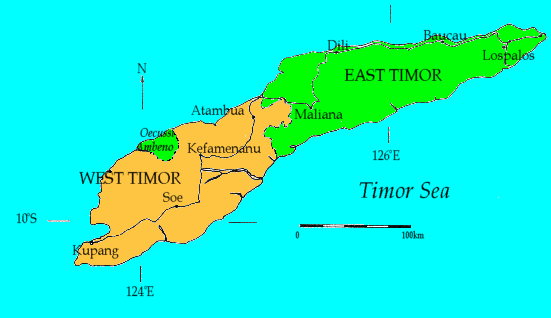
La Grande Timor.

Il termine Grande Timor (in indonesiano Timor Raya) si riferisce al concetto irredentista di un'isola di Timor unita e indipendente da influenze europee e indonesiane.
Timor Est fu invasa e occupata dall'Indonesia nel 1975, che annesse il territorio isolano formando nel 1976 la "27ª provincia" (mantenendone il nome Timor Est), ma in un referendum tenutosi nel 1999, il popolo di Timor Est votò per porre fine all'occupazione indonesiana e diventare uno stato indipendente. Questo causò malcontento diffuso tra i nazionalisti indonesiani.
Nel 2001 e nel 2002, prima dell'indipendenza di Timor Est, ci furono reclami da parte dei militari indonesiani e di alcuni commentatori, che avrebbero avuto in mente la secessione di Timor Ovest dall'Indonesia.
Tuttavia, non vi è alcuna prova reale che il popolo di Timor Ovest, la maggior parte del quale è di etnia Atoni, nemico tradizionale di Timor Est, abbia alcun interesse ad unirsi con la parte orientale dell'isola. Inoltre, il governo di Timor Est riconosce pienamente i confini con l'Indonesia, ereditati dalle Indie Orientali Olandesi.